# Осада Анконы (1799)
Осада Анконы (ит. Assedio di Ancona) — одно из сражений во время Войны второй коалиции эпохи французских революционных войн.
В 1797 году французы, овладев Папской Областью, заняли Анкону трехтысячным гарнизоном под начальством генерала Жана-Шарля Монье. Анкону обороняли две крепости, построенные на возвышенностях и соединённые между собою каменной стеной с бастионами: старая, или Капуччини, и новая, или Анконская цитадель. Моннье усилил Анкону. К моменту осады гарнизон состоял из 2 680 человек и 500 орудий, из которых 300 — крепостные.
В апреле 1799 года А. В. Суворов, прибывший в Италию, тотчас оценил важность Анконы в военном отношении. По его желанию, адмирал Ф. Ф. Ушаков, командующий объединённым российско-турецким флотом в Средиземном море, отделил для блокады этого города особую эскадру под командою вице-адмирала П. В. Пустошкина. Вскоре сама Анкона была заблокирована с суши большим количеством восставших против французов крестьян, возглавляемых Донато де Донати и Джузеппе Лагоцем, бывшим цизальпинским генералом, а с моря, со стороны Адриатики, флотом русских и турок, прибывшим 17 мая. 18 июня русско-турецкий десант под командой майора Гамена высадился на побережье и занял Сенигаллию.
После этого Анкона подверглась 5-часовой бомбардировке, в ходе которой турецкие корабли, расположенные во второй линии, по неумению огнём своих орудий нанесли российским кораблям, составляющим первую линию, тяжёлые повреждения, в результате чего Пустошкин вынужден был оставить блокаду и уйти для ремонта к острову Корфу.
Это невероятное происшествие вызвало сильное замешательство среди повстанческих войск и было замечено Моннье в цитадели. Он быстро воспользовался моментом и, выйдя из Анконы с тремя колоннами, атаковал и рассеял повстанцев. После этого занял близлежащие городки.
В конце июня адмирал Ушаков, заняв Корфу, отправил в Анкону ещё одну эскадру под командованием графа М. И. Войновича, которая приняла на борт ещё 1200 русских и 300 турок и состояла из четырёх фрегатов, одного корвета и двух эскортных кораблей. Эта оперативная группа высадила несколько отрядов, захвативших Фано и Сенигаллию, к северу от Анконы, в то время как 6000 повстанцев Лагоца снова постепенно окружили крепость.
К 1 августа французы удерживали за Анконой только городки Монтесикуро, Осимо, Кастельфидардо и Камурано. Генералы Пино и Люкотт, защищавшие эти позиции, подверглись давлению со стороны Лагоца и были вынуждены отступить в Монтаньолу. Два дня спустя, снова потерпев поражение от бывшего цизальпинского генерала, им пришлось отступить в Анкону.
Гарнизон Моннье был не так уж и многочислен, но взамен город был хорошо укреплен и пригоден для сильного сопротивления; батареи в форте Капуччини и редуты на горе Кардето и Санто-Стефано, которые господствовали над местностью, были укреплены крытыми окопами и поддержаны с флангов фортами, возведёнными на горах Пелаго и Галеаццо. Также были сильно укреплены Пирс и Лаззеретто.
Осадные операции начались после взятия Монтаньолы и велись с большой энергией. Пирс, Лаццеретто, форт Капучини и горы Кардето и Санто-Стефано подвергались постоянным бомбардировкам со стороны батарей осаждающих. Гора Пелаго попала в руки повстанцев, но гора Галеаццо, несмотря на два нападения, продолжала сопротивляться.
29 сентября прибыл австрийский авангард, 1500 человек, а в начале октября — весь отряд (5000 человек) генерала Михаэля фон Фрёлиха, который принял начальство над осаждающими войсками.
8 октября Фрёлих потребовал капитуляции крепости, в ответ на это генерал Моннье предпринял массированную вылазку. В 2 часа ночи 10 октября французы вышли из города тремя колоннами (правая под командой генерала Люкотта, центральная под командой самого Моннье и левая под командой генерала Пино) и атаковали осаждающих, захватили две линии окопов и неприятельский лагерь у горы Кардето, уничтожили семь орудий, захватили две мортиры, семь знамён и с триумфом возвратились в крепость. Во время этой вылазки был убит Джузеппе Лагоц.
Гарнизон слабел из-за болезней. Только 1500 человек были в состоянии сражаться, и судьба крепости была безнадёжной.
В начале ноября 1799 года генерал Фрелих послал французам новый ультиматум, также проигнорированный генералом Моннье. Но непрерывные ежедневные артобстрелы, которые повредили батареи Анконы и сделали их неспособными вести огонь, и, наконец, нехватка боеприпасов и продовольствия привели французов к решению сдать Анкону. После 100 дней обороны военный совет цитадели проголосовал за капитуляцию. В договоре о капитуляции были почётные статьи: только солдаты должны были сложить оружие, унтер-офицеры и офицеры сохранили свои сабли, обоз и лошадей. 13 ноября 1799 года австрийцы заняли Анкону, а её гарнизон получил право свободного возвращения во Францию. Австрийцы захватили 585 орудий и 10 боевых кораблей, в том числе 3 линейных корабля.